# 木村由信
木村 由信（きむら よしのぶ）は、安土桃山時代の武将・大名。諱は重広、重則とも。通称は宗左衛門。剣術の達人であった。

## 略歴
豊臣秀次の補佐役であった木村重茲の家老として6000石を知行した。文禄4年（1595年）、秀次に連座して重茲が自刃を命ぜられ改易となると豊臣秀吉の直臣となり、美濃国北方、越前国内で1万石を拝領し、北方城主となった。慶長3年（1598年）、長束正家の監督下で越前国の検地に赴いている。
慶長5年（1600年）の関ヶ原の戦いでは西軍に属し、伏見城の戦いに参陣したのち、美濃国大垣城二の丸を守備した。福島正則の尾張国清州城に使者として派遣され、開城を断られている。西軍が本戦で敗れたのち、共に大垣城を守備していた相良長毎、秋月種長・高橋元種兄弟らの裏切りにより、熊谷直盛、垣見一直らと共に謀殺された。この時、息子の伝蔵豊統も一緒に斬られた。